# François Joseph Henrys
François Joseph Henrys est un homme politique français né le 29 novembre 1762 à Bourmont (Haute-Marne) et décédé le 26 août 1850 à Neufchâteau (Vosges).

## Biographie
Lieutenant colonel de la garde nationale de Bourg-Sainte-Marie en 1790, il est colonel de la garde de Bourmont en 1791, puis député de la Haute-Marne de 1791 à 1792, siégeant dans la majorité. Il entre ensuite dans l'administration des eaux et forêts.

## Sources
- Ressources relatives à la vie publique :   - base Léonore
  - Base Sycomore
- Notices d'autorité :   - VIAF
  - BnF (données)
- « François Joseph Henrys », dans Adolphe Robert et Gaston Cougny, Dictionnaire des parlementaires français, Edgar Bourloton, 1889-1891 [détail de l’édition]